# 面包布丁

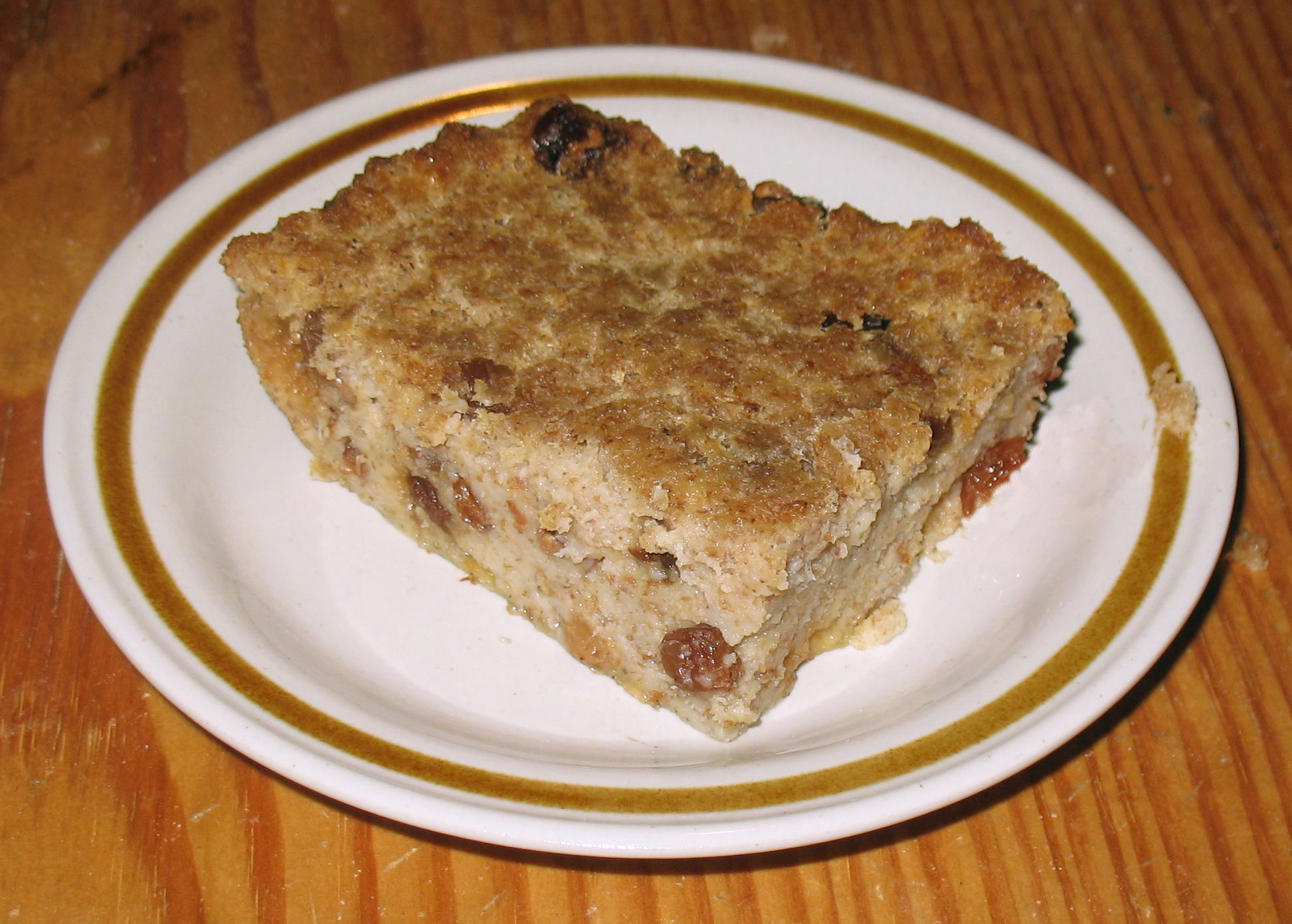
面包布丁

面包布丁是一种以面包为基础的甜点，在许多国家的菜系中很受欢迎，用陈旧的面包和牛奶或奶油制成，一般含有鸡蛋、一种脂肪，如油、黄油或羊油，根据布丁是甜的还是咸的，还含有各种其他成分。甜面包布丁可以使用糖、糖浆、蜂蜜、干果、坚果以及香料，如肉桂、肉豆蔻、或香草。面包被浸泡在液体中，与其他成分混合，然后烘烤。
咸味布丁可以作为主菜食用，而甜味布丁通常作为甜点食用。
在英国，面包布丁被称为 ""。